# Jack Garner
Jack Garner (* 19. September 1926 in Norman, Oklahoma; † 13. September 2011 in Rancho Mirage, Kalifornien) war ein US-amerikanischer Schauspieler und Sportler.

## Leben
Garner wurde 1926 als Jack Edward Bumgarner in Norman im US-Bundesstaat Oklahoma als Sohn von Mildred Scott, geborene Meek, und Weldon Warren „Bill“ Bumgarner geboren. Das Paar betrieb einen Gemischtwarenladen an der Denver Corner im Osten von Norman. Garner hatte zwei Brüder, den Schauspieler James Garner und den Schulverwalter Charles Warren „Charlie“ Bumgarner.
Durch den frühen Tod seiner Mutter wurden er und seine Brüder Halbwaisen und lebten zunächst bei der Großmutter. Nachdem der Vater seine zweite Frau Wilma geheiratet hatte, kehrten die Kinder zu ihm zurück.
Garner war bereits ein Spitzensportler an der High School von Norman.
Als sein Bruder James 14 Jahre alt war, kam es bei einem Streit mit der Stiefmutter zu Handgreiflichkeiten, in deren Verlauf dieser sie schlug. Daraufhin beendeten Weldon und Wilma ihre Ehe und der Vater zog mit seinen Söhnen nach Los Angeles. An der Westküste der Vereinigten Staaten in Südkalifornien änderten die Brüder später ihren Nachnamen in Garner. Der älteste der Brüder, Charles Bumgarner, der bereits 1984 im Alter von 60 Jahren verstarb, blieb in Norman.
Jack Garner war vom 29. Januar 1949 bis März 1970 mit Elizabeth Josephine Ludwick verheiratet. Aus der geschiedenen Ehe stammte die gemeinsame Tochter Elizabeth Liz Scott Bumgarner.
Im September 2011 erlitt Garner bei einem Sturz eine Fraktur der Hüfte. Aufgrund seines Alters und seines schwachen Herzes wurde Garner in eine Einrichtung zur Langzeitpflege verlegt, da eine Operation aufgrund der Umstände nicht in Frage kam. Sein Zustand verschlechterte sich jedoch innerhalb einer Woche.
Garner starb sechs Tage vor seinem 85. Geburtstag an den Komplikationen seines Hüftbruchs in einem Hospiz in Rancho Mirage, unweit seines Hauses in Palm Desert. Er hinterließ seine frühere Ehefrau Elizabeth, seine Tochter, seinen Schwiegersohn und seinen jüngeren Bruder James Garner. Seine Asche wurde der Familie übergeben.

## Karriere
Garner begann seine Karriere als Sportler. 1945 nahm er mit dem Basketballteam an der Staatsmeisterschaft teil. Er spielte von 1945 bis 1955 als Pitcher in der Minor League Baseball für ein Team, das mit den Pittsburgh Pirates verbunden war. Nach seinem Ausscheiden aus der Minor League arbeitete er für mehrere Golfplätze in Florida. Garner wurde war langjähriges Mitglied der Professional Golfers’ Association, spielte in Wettbewerben und wurde Golfprofi im Oakmont Country Club in Glendale, Kalifornien. Seine Golferfahrung erlaubte es ihm als Trainer tätig zu sein. So unterrichtete er Dan Aykroyd, den Co-Star seines Bruders in dem 1996 erschienenen Film Ein Präsident für alle Fälle, im Golf für eine Szene im Film.
Jahre später schrieb sein Bruder James Garner in seinen Memoiren über Garners sportliche Fähigkeiten: „An der Norman High School war er Point Guard in einem Meisterschafts-Basketballteam und Quarterback eines All-State-Footballteams. Aber sein bester Sport war Baseball: Jack war elf Jahre lang Werfer bei den Pittsburgh Pirates. Er war ein besserer Sportler als ich und viel aufgeschlossener. Ich bin immer in seine Fußstapfen getreten.“
Zu Beginn seiner Karriere trat Garner als Leadsänger im Nachtclub Cocoanut Grove auf, der sich im heute nicht mehr existierenden Ambassador Hotel in Los Angeles befand.
Ab 1966 arbeitete Garner auch vor der Kamera, oft in Rollen, die ihm von seinem jüngeren Bruder James vermittelt wurden. Zu seinen Rollen gehörten Gastauftritte in Love, American Style, Die Sieben-Millionen-Dollar-Frau, The Doris Day Show, Daniel Boone, The Green Hornet, Mannix, Medical Center und Mord ist ihr Hobby. In der Fernsehserie Detektiv Rockford – Anruf genügt wirkte er in mehr als zwanzig Folgen an der Seite seines Bruders James mit. Zunächst in kleineren Rollen und in der letzten Staffel in der wiederkehrenden Rolle von Captain McEnroe. 1981 und 1982 spielte Garner in Bret Maverick die Rolle des Bartenders Jack.
Zu Garners Filmrollen gehörten Auftritte in Missouri (1971), Maverick – Den Colt am Gürtel, ein As im Ärmel (1994), Ein Präsident für alle Fälle (1996) und Sunset – Dämmerung in Hollywood (1988).
Von 1996 bis 1999 ließ er seine Rolle aus Detektiv Rockford – Anruf genügt in einer Reihe von Fernsehfilmen, die auf der Serie basierten, erneut aufleben – zuletzt in Detektiv Rockford – Nur Blut verkauft sich gut.
Im Jahr 2000 wurde ihm die Folge James Garner: Hollywood Maverick der Dokumentationsserie Biography gewidmet, die von 1962 bis 2012 im US-amerikanischen Fernsehen lief.
Im deutschen Sprachraum wurde Garner unter anderem von Reinhard Glemnitz, Gerd Holtenau, Raimund Krone, Norbert Langer, Holger Mahlich, Lothar Mann, Manfred Petersen, Reinhard Scheunemann und Denes Törzs synchronisiert.

## Filmografie (Auswahl)
- 1966–1967: Die grüne Hornisse (Fernsehserie)
- 1967: Gefährlicher Alltag (Fernsehserie)
- 1968: Der Frauenmörder von Boston
- 1968: Lancer (Fernsehserie)
- 1969: Doris Day in… (Fernsehserie)
- 1968–1969: Daniel Boone (Fernsehserie)
- 1969: Wo die Liebe hinfällt (Fernsehserie)
- 1970: Southern Fried (Fernsehfilm)
- 1970: Die Assistenzärzte (Fernsehserie)
- 1970: FBI (Fernsehserie)
- 1971: Alias Smith und Jones (Fernsehserie)
- 1971: This Stuff’ll Kill Ya!
- 1971: The Name of the Game (Fernsehserie)
- 1971: Missouri
- 1969–1972: Medical Center (Fernsehserie)
- 1972: Mannix (Fernsehserie)
- 1971–1972: Sheriff ohne Colt und Tadel (Fernsehserie)
- 1972: Corky
- 1973: Aus der Hölle gespuckt
- 1973: Teenage Tramp
- 1970–1973: Rauchende Colts (Fernsehserie)
- 1974: Notruf California (Fernsehserie)
- 1974: Die Waltons (Fernsehserie)
- 1975: The Hatfields and the McCoys (Fernsehfilm)
- 1975: Shazam! (Fernsehserie)
- 1975: Der Unsichtbare (Fernsehserie)
- 1976: State Fair (Fernsehfilm)
- 1976: Joe Forrester (Fernsehserie)
- 1977: Reich & arm II (Fernsehserie)
- 1977: Charlie Cobb: Nice Night for a Hanging (Fernsehfilm)
- 1977: Die Sieben-Millionen-Dollar-Frau (Fernsehserie)
- 1978: Die Zwei mit dem Dreh (Fernsehserie)
- 1978: Die Rückkehr der Mavericks (Fernsehfilm)
- 1979: B.J. und der Bär (Fernsehserie)
- 1974–1979: Detektiv Rockford – Anruf genügt (Fernsehserie)
- 1980: Die Schnüffler (Fernsehserie)
- 1981: Ein Duke kommt selten allein (Fernsehserie)
- 1981: Wenn Mauern töten (Fernsehfilm)
- 1981: Opfer um Mitternacht (Fernsehfilm)
- 1981: Das Schicksal kennt kein Erbarmen (Fernsehfilm)
- 1981: Norma Rae (Fernsehfilm)
- 1982: Fantasies (Fernsehfilm)
- 1982: Der lange Sommer des George Adams (Fernsehfilm)
- 1981–1982: Bret Maverick (Fernsehserie)
- 1982: Die Aufgabe: Thronfolger gesucht (Fernsehserie)
- 1983: Highschool Killer (Fernsehfilm)
- 1983: Das A-Team (Fernsehserie)
- 1983: The Rousters (Fernsehserie)
- 1984: No Man’s Land (Fernsehfilm)
- 1984–1985: Agentin mit Herz (Fernsehserie)
- 1985: Space – Der Mensch greift nach den Sternen (Miniserie)
- 1987: LBJ: The Early Years (Fernsehfilm)
- 1988: Sunset – Dämmerung in Hollywood
- 1989: My Name Is Bill W. (Fernsehfilm)
- 1991–1992: Man of the People (Fernsehserie)
- 1993: Mord ist ihr Hobby (Fernsehserie)
- 1994: Maverick – Den Colt am Gürtel, ein As im Ärmel
- 1994: Rockford: L.A. – Ich liebe dich (Fernsehfilm)
- 1995: Der letzte Ritt (Miniserie)
- 1996: Rockford: Teuflisches Komplott (Fernsehfilm)
- 1996: Rockford: Eine Frage der Ehre (Fernsehfilm)
- 1996: Rockford: Falsche Freunde (Fernsehfilm)
- 1996: Rockford: Russisches Roulette (Fernsehfilm)
- 1996: Ein Präsident für alle Fälle
- 1997: Rockford: Detektiv im Rampenlicht (Fernsehfilm)
- 1999: Rockford: Nur Blut verkauft sich gut (Fernsehfilm)